# 林比亚泰
林比亚泰（義大利語：Limbiate），是意大利蒙萨和布里安萨省的一个市镇。总面积12.4平方公里，人口34630人，人口密度2792.7人/平方公里（2009年）。ISTAT代码为015121。